# Tobias Rahim
Tobias Rahim Secilmis Hasling, född 10 november 1989 i Århus, känd under namnen Tobias Rahim, Toby Tabu eller Grande, är en dansk-kurdisk sångare och diktare.

## Bakgrund
Rahim föddes den 10 november 1989 i Århus som son till en kurdisk pappa och en dansk mamma. Han växte upp i Århus med sin mamma, då hans pappa var frånvarande på grund av PTSD efter en tid som kurdisk frihetkämpe i sin ungdom. Rahim har bott två år i ett slumkvarter i storstaden Cali i Colombia, vilket har haft stort inflytande på hans musikaliska uttrycken.